# Plongeon aux Jeux olympiques d'été de 2024
Navigation
Tokyo 2020 Los Angeles 2028
Les épreuves de plongeon aux Jeux olympiques d'été de 2024 se déroulent au Centre aquatique olympique (CAO), au nord de Paris en France, du 27 juillet au 10 août 2024. Il s'agit de la 28e apparition du plongeon aux Jeux olympiques.

## Lieu de la compétition
Les compétitions de plongeon ont lieu au Centre aquatique olympique situé dans le quartier de La Plaine Saint-Denis, commune de Saint-Denis, au nord de Paris. Il se situe en face du Stade de France auquel il est relié par une passerelle traversant l'autoroute A1. Il est, avec le site d'escalade du Bourget, le seul équipement sportif construit pour les jeux olympiques.
Le centre accueille également les épreuves de natation artistique et les tournois de water-polo.

## Qualifications
136 athlètes participent aux épreuves de plongeon, autant de femmes que d'hommes. Le pays hôte dispose de 4 places pour les épreuves individuelles. Les autres comités nationaux olympiques (CNO) peuvent inscrire un maximum de deux plongeurs dans chacune des épreuves individuelles et une paire dans les épreuves synchronisées, en respectant une limite de seize plongeurs (huit par sexe) par pays. Pour être éligibles aux Jeux, tous les plongeurs doivent être âgés de 14 ans et plus au plus tard le 31 décembre 2023 et participer à diverses compétitions internationales approuvées par World Aquatics,.

### Épreuves individuelles
Les places pour chacune des épreuves individuelles de tremplin et de plongeon sur plateforme (hommes et femmes) seront attribuées comme suit :
- championnats du monde 2023 prévus du 14 au 30 juillet 2023 à Fukuoka au Japon : les douze premiers de chaque épreuve individuelle obtiennent une place de quota pour leur CNO ;
- tournois continentaux de qualification : les vainqueurs de chaque épreuve individuelle obtiennent une place de quota pour leur CNO à l'une des cinq compétitions continentales (Afrique, Amériques, Asie, Europe et Océanie) approuvées par World Aquatics ;
- championnats du monde 2024 prévus du 2 au 18 février 2024 à Doha au Qatar : les douze plongeurs les mieux classés éligibles pour la qualification obtiennent une place de quota pour leur CNO dans chaque épreuve individuelle, en respectant la limite de deux plongeurs par pays, et sans dépasser le quota total de 136 ;
- réattribution : des places supplémentaires seront accordées aux plongeurs éligibles classés treizièmes et plus dans leurs épreuves individuelles correspondantes, en respectant la limite de deux plongeurs par pays, aux Championnats du monde 2024 jusqu'à ce qu'ils atteignent le quota total de 136 ;
- pays hôte : en tant que pays hôte, la France réserve quatre places hommes et quatre places femmes à répartir dans chacune des épreuves individuelles de plongeon.

### Épreuves synchronisées
Chaque épreuve de plongeon synchronisé comprend huit équipes de leurs CNO respectifs, composées des éléments suivants :
- 3 : les trois meilleures paires (ou les médaillées) aux Championnats du monde 2023 ;
- 4 : les quatre meilleures paires en lice pour la qualification aux Championnats du monde 2024 ;
- 1 : réservé au pays hôte.

## Déroulement de la compétition

### Programme
| Épreuve ↓ / Date → | Épreuve ↓ / Date →          | Sa 27 | Lu 29 | Me 31 | Ve 2 | Lu 5 | Lu 5 | Ma 6 | Me 7 | Je 8 | Ve 9 | Sa 10 | Sa 10 |
| ------------------ | --------------------------- | ----- | ----- | ----- | ---- | ---- | ---- | ---- | ---- | ---- | ---- | ----- | ----- |
| Hommes             | Tremplin à 3 m              |       |       |       |      |      |      | P    | ½    | F    |      |       |       |
| Hommes             | Haut-vol à 10 m             |       |       |       |      |      |      |      |      |      | P    | ½     | F     |
| Hommes             | Tremplin à 3 m synchronisé  |       |       |       | F    |      |      |      |      |      |      |       |       |
| Hommes             | Haut-vol à 10 m synchronisé |       | F     |       |      |      |      |      |      |      |      |       |       |
| Femmes             | Tremplin à 3 m              |       |       |       |      |      |      |      | P    | ½    | F    |       |       |
| Femmes             | Haut-vol à 10 m             |       |       |       |      | P    | ½    | F    |      |      |      |       |       |
| Femmes             | Tremplin à 3 m synchronisé  | F     |       |       |      |      |      |      |      |      |      |       |       |
| Femmes             | Haut-vol à 10 m synchronisé |       |       | F     |      |      |      |      |      |      |      |       |       |

| - P : tours préliminaires - ½ : demi-finales - F : finales |

## Médaillés
| Épreuve                     | Or                               | Argent                                            | Bronze                                              |
| --------------------------- | -------------------------------- | ------------------------------------------------- | --------------------------------------------------- |
| Hommes                      |                                  |                                                   |                                                     |
| Tremplin à 3 m              | Xie Siyi (CHN)                   | Wang Zongyuan (CHN)                               | Osmar Olvera Ibarra (MEX)                           |
| Haut-vol à 10 m             | Cao Yuan (CHN)                   | Rikuto Tamai (JPN)                                | Noah Williams (GBR)                                 |
| Tremplin à 3 m synchronisé  | Long Daoyi / Wang Zongyuan (CHN) | Juan Manuel Celaya Hernandez / Osmar Olvera (MEX) | Anthony Harding / Jack Laugher (GBR)                |
| Haut-vol à 10 m synchronisé | Lian Junjie / Yang Hao (CHN)     | Tom Daley / Noah Williams (GBR)                   | Rylan Wiens (en) / Nathan Zsombor-Murray (en) (CAN) |
| Femmes                      |                                  |                                                   |                                                     |
| Tremplin à 3 m              | Chen Yiwen (CHN)                 | Maddison Keeney (AUS)                             | Chang Yani (CHN)                                    |
| Haut-vol à 10 m             | Quan Hongchan (CHN)              | Chen Yuxi (CHN)                                   | Kim Mi-rae (PRK)                                    |
| Tremplin à 3 m synchronisé  | Chang Yani / Chen Yiwen (CHN)    | Sarah Bacon / Kassidy Cook (USA)                  | Yasmin Harper / Scarlett Mew Jensen (GBR)           |
| Haut-vol à 10 m synchronisé | Chen Yuxi / Quan Hongchan (CHN)  | Jo Jin-mi / Kim Mi-rae (PRK)                      | Andrea Spendolini-Sirieix / Lois Toulson (GBR)      |

## Tableau des médailles
- Pays organisateur (France)

| Rang  | Nation          | Or | Argent | Bronze | Total |
| ----- | --------------- | -- | ------ | ------ | ----- |
| 1     | Chine           | 8  | 2      | 1      | 11    |
| 2     | Grande-Bretagne | 0  | 1      | 4      | 5     |
| 3     | Corée du Nord   | 0  | 1      | 1      | 2     |
| 3     | Mexique         | 0  | 1      | 1      | 2     |
| 5     | États-Unis      | 0  | 1      | 0      | 1     |
| 5     | Australie       | 0  | 1      | 0      | 1     |
| 5     | Japon           | 0  | 1      | 0      | 1     |
| 5     | Canada          | 0  | 0      | 1      | 1     |
| Total | Total           | 8  | 8      | 8      | 24    |